# 居马洪·萨里巴耶夫
居马洪·萨里巴耶夫（1931年10月—2012年1月28日）维吾尔族，新疆塔城人，中华人民共和国官员。

## 生平
1931年10月，居马洪·萨里巴耶夫出生。1948年6月参加三区革命。1951年6月加入中国共产党。曾任新疆维吾尔自治区人民政府外事办公室主任（正厅级）。1992年5月离职休养。
2012年1月28日，居马洪·萨里巴耶夫在乌鲁木齐病逝，享年81岁。